# Tryphon brunniventris
Tryphon brunniventris är en stekelart som beskrevs av Johann Ludwig Christian Gravenhorst 1829. Tryphon brunniventris ingår i släktet Tryphon och familjen brokparasitsteklar. Arten är reproducerande i Sverige. Inga underarter finns listade i Catalogue of Life.